# Mỹ Linh
Mỹ Linh (nacida como Đỗ Mi Linh; Hanoi, 19 de agosto de 1975) es una cantante vietnamita, conocida por su potencia vocal y sus habilidades melismático. Es considerada por el público y la crítica como una de las 4 divas de Vietnam, además de las regiones vietnamitas como Thanh Lam, Hong Nhung y Tran jue Hà.

## Discografía
Mỹ ha grabado y vendido un total de 12 álbumes discográficos:
- Xin Mặt Trời Ngủ Yên (1994)
- Trịnh Công Sơn - Còn Mãi Tìm Nhau (1995)
- Vẫn Hát Lời Tình Yêu (1996)
- Chiều Xuân (1996)
- Cho Một Người Tình Xa
- Tiếng Hát Mỹ Linh (1997)
- Mùa Thu Không Trở Lại (1998)
- Tóc Ngắn (1999)
- Tóc Ngắn 2 - Vẫn Hát Lời Tình Yêu (2000)
- Made In Vietnam (2003)
- Chat với Mozart (2005)
- Để Tình Yêu Hát (2006)
- Tóc Ngắn Acoustic - Một Ngày (2011)